# پل کاداک
پل کاداک یک روزنامه‌نویس تلویزیونی استرالیایی می‌باشد که تا کنون خبرنگار سون نیوز در سیدنی هست. وی پیش از این‌ها بین اکتبر ۲۰۱۸ و نوامبر ۲۰۲۰ خبرنگار ایالات متحده برای این دستگاه بوده‌است.

## حرفه
کاداک فعالیت خودش را در پرث، استرالیای غربی، با فعالیت در سون نیوز آغاز کرد.
برخی از گسترده‌ترین داستان‌هایی که او دربارهٔ آنان گزارش کرده مانند بازی‌های المپیک ۲۰۰۰، جام جهانی راگبی ۲۰۰۳، بحران شهر ریل در سال ۲۰۰۴ و سانحه قطار واترفال می‌باشد. او همچنین پوشش انتخابات ایالتی را برای شبکه هفت تهیه نموده‌است.
در سپتامبر ۲۰۱۸، بعد از برگشتن مایک آمور، خبرنگار پیشینی، به ملبورن، کاداک به ایالات متحده مهاجرت نمود. کاداک بعد از پوشش خبری انتخابات ریاست جمهوری ایالات متحده در نوامبر ۲۰۲۰ برای شبکه سون، به سیدنی برگشت و به منصب پیشین خودش یعنی خبرنگار سون نیوز سیدنی بازگشت.
در روز کریسمس ۲۰۲۱، کاداک بولتن هفت نیوز را در سیدنی عرضه نمود.